# CIOFF
Il CIOFF, acronimo per "Conseil International des Organisations de Festivals de Folklore et d´Arts Traditionnels", è una organizzazione internazionale culturale non governativa in relazioni formali con l'UNESCO.

## Origini e finalità
Nata nel 1970 nella località francese di Confolens, il CIOFF si pone come obiettivi principali la conservazione, la promozione e la diffusione della cultura tradizionale e del folklore. Il recupero di questa eredità culturale avviene attraverso forme espressive quali la danza, la musica, le usanze, i costumi ed altre arti. L'organizzazione segue le direttive dell'UNESCO. Il CIOFF porta avanti una significativa operazione di organizzazione e coordinazione dei vari gruppi di folklore sparsi nel mondo. Esso conta infatti, nelle proprie iniziative, 250 festival internazionali e la cooperazione con più di 50 000 artisti all'interno dei festival stessi. L'organizzazione del CIOFF è ramificata nei vari continenti, ha infatti istituito sezioni nazionali in 90 paesi diversi, fra cui l'Italia.

## Paesi membri
La seguente lista elenca i paesi nei quali sono presenti sezioni nazionali del CIOFF:

Albania;
Algeria;
Argentina;
Armenia;
Australia;
Austria;
Azerbaigian;
Belgio;
Belize;
Benin;
Bielorussia;
Bosnia ed Erzegovina;
Brasile;
Bulgaria;
Burkina Faso;
Camerun;
Canada;
Cile;
Cina;
Cina Taipei;
Cipro;
Colombia;
Congo;
Corea;
Costa Rica;
Croazia;
Cuba;
Danimarca;
Ecuador;
Emirati Arabi Uniti;
Estonia;
Filippine;
Finlandia;
Francia;
Georgia;
Germania;
Giappone;
Grecia;
Haiti;
Honduras;
Hong Kong;
India;
Indonesia;
Irlanda;
Israele;
Italia;
Lettonia;
Lituania;
Lussemburgo;
Macedonia;
Malaysia;
Mali;
Marocco;
Mauritania;
Messico;
Moldavia;
Montenegro;
Niger;
Norvegia;
Nuova Zelanda;
Paesi Bassi;
Papua Nuova Guinea;
Paraguay;
Perù;
Polonia;
Porto Rico;
Portogallo;
Regno Unito;
Repubblica Ceca;
Repubblica Centrafricana;
Romania;
Russia;
Senegal;
Serbia;
Slovacchia;
Slovenia;
Spagna;
Sri Lanka;
Stati Uniti;
Sudafrica;
Svezia;
Svizzera;
Swaziland;
Tahiti;
Thailandia;
Togo;
Tunisia;
Turchia;
Ucraina;
Ungheria;
Venezuela.

## CIOFF Italia
La sezione CIOFF Italia è una associazione privata, non governativa e a carattere volontaristico. È stata fondata nel 1987 a Latina e rappresenta la sezione nazionale del CIOFF per l'Italia. L'Associazione coordina, per il CIOFF, 23 festival membri con sede in Italia.